# 德望學校

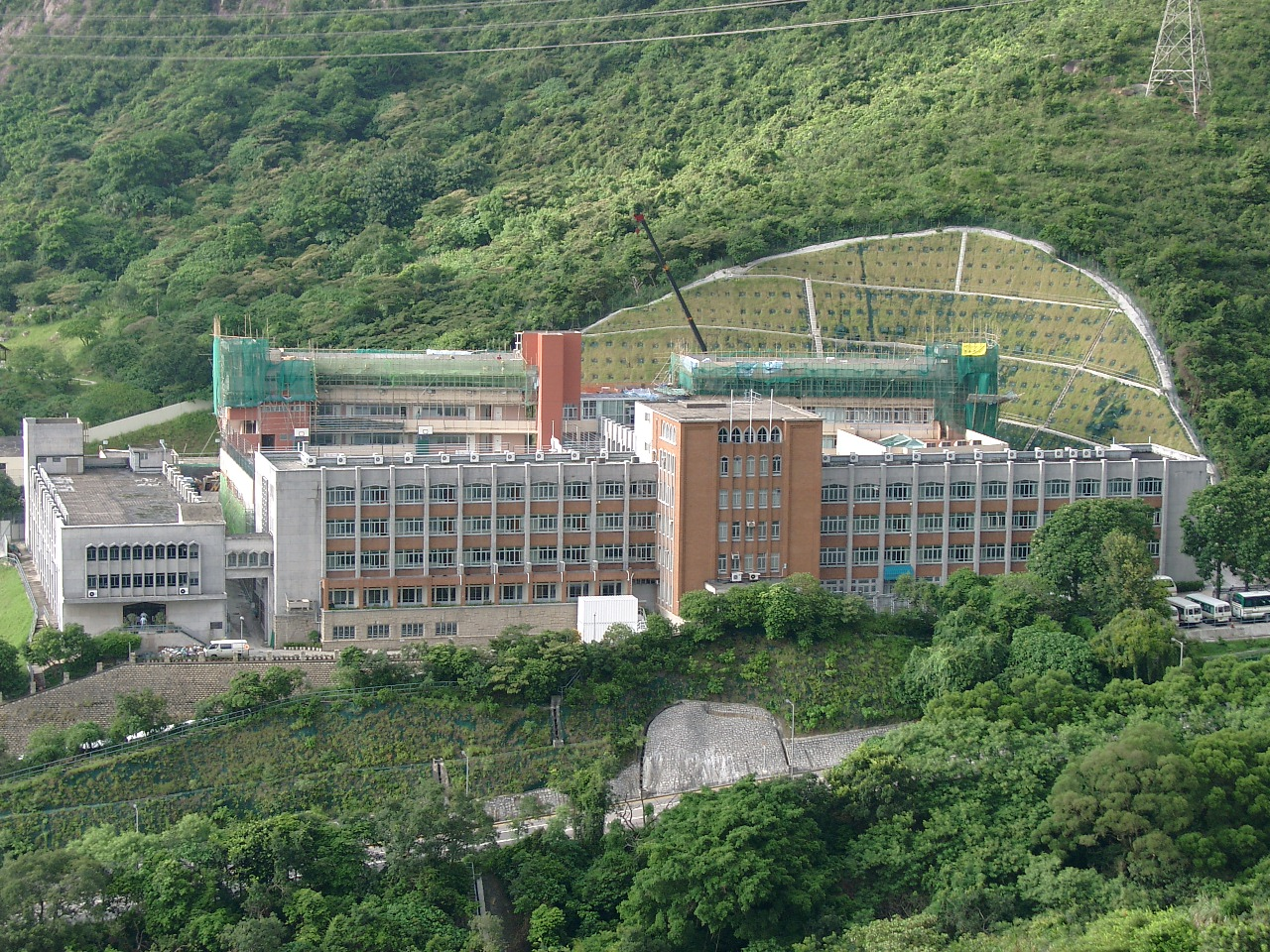
德望學校中學部

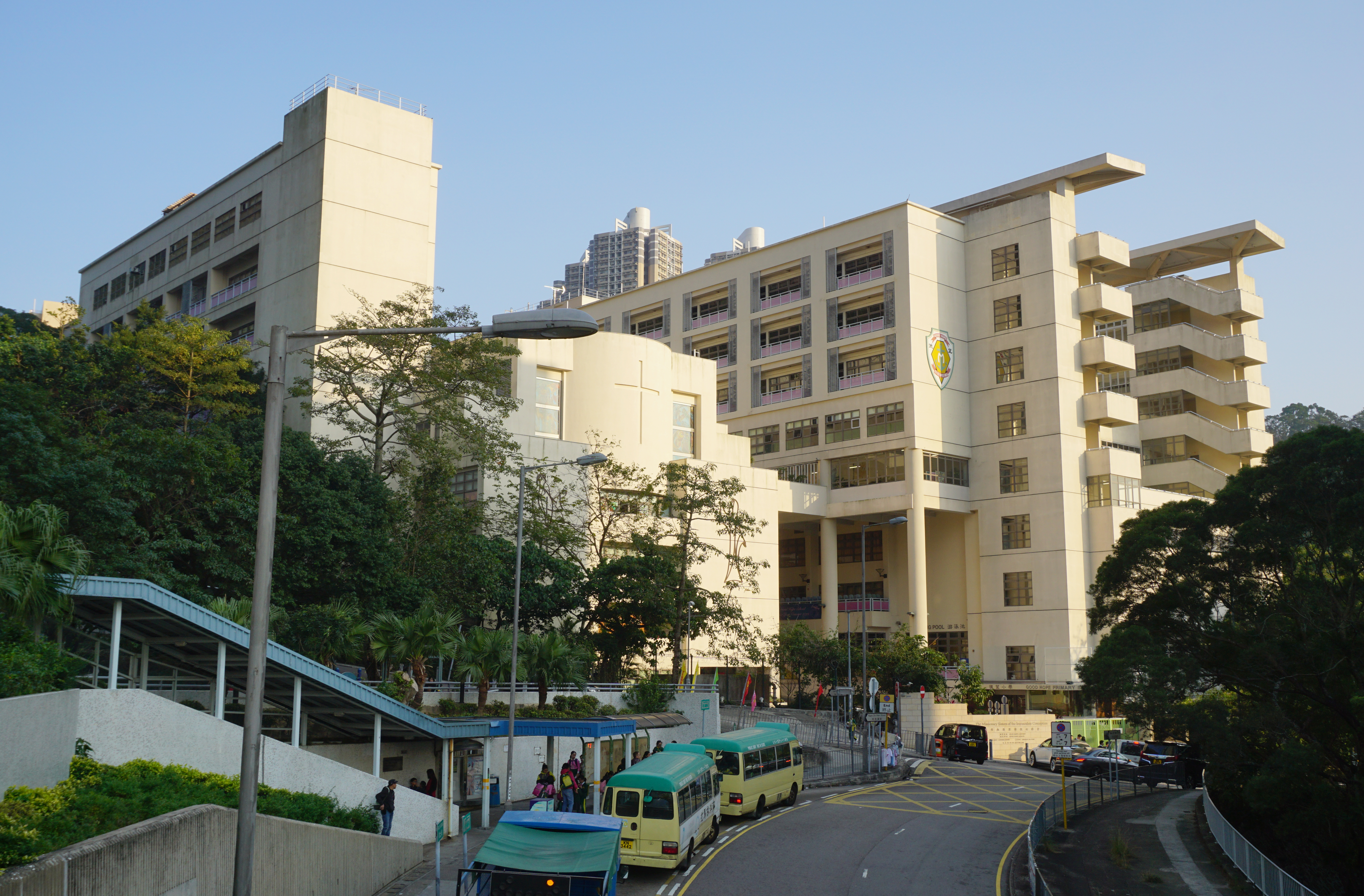
德望學校幼稚園及小學部

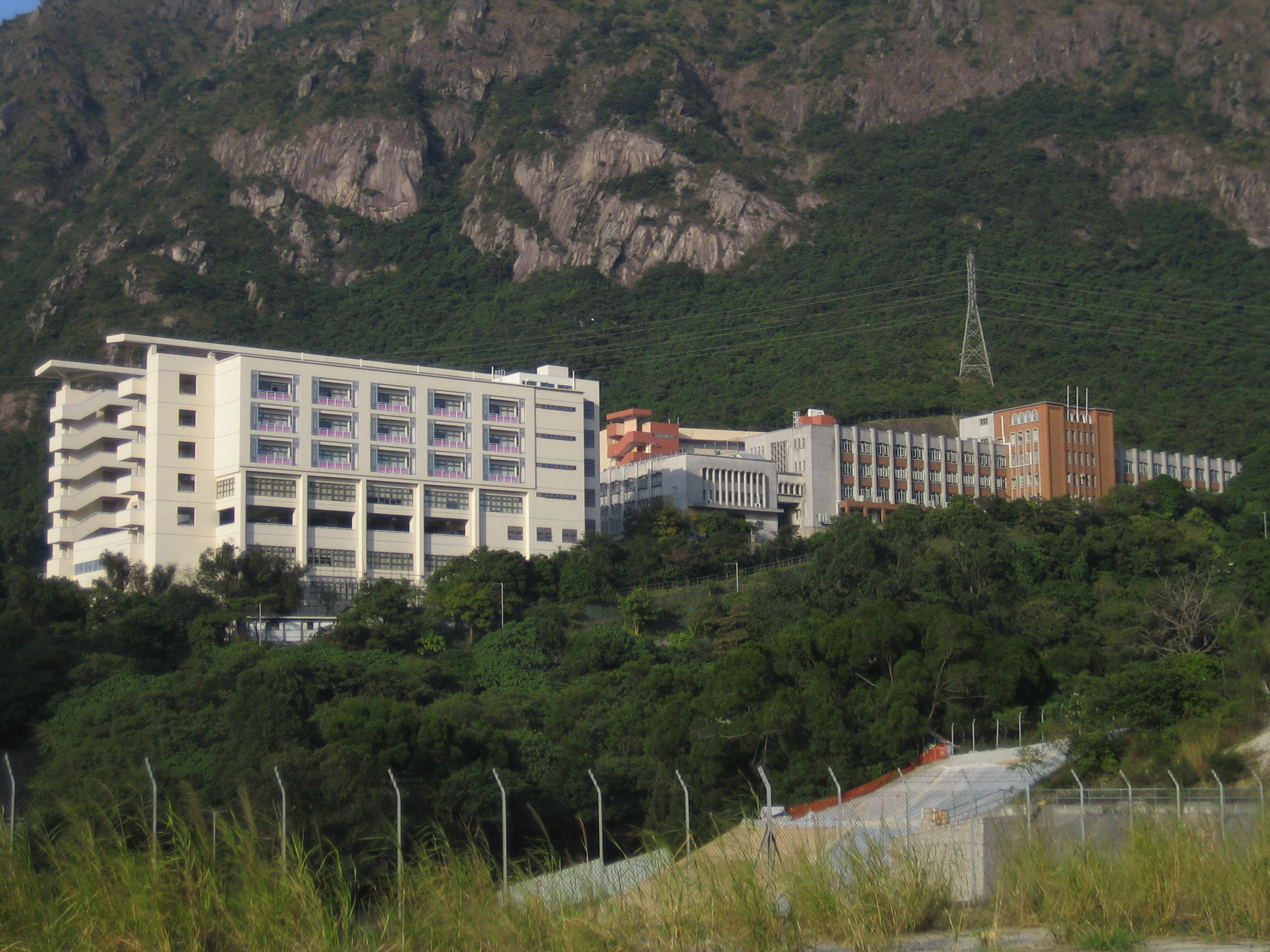
德望學校全貌

德望學校（英語：Good Hope School，縮寫：GHS），是香港一所女子學校，也是香港的羅馬天主教學校，由加拿大聖母無原罪傳教女修會創辦，設有中學部、小學部和幼稚園部。德望學校為香港傳統名校，學生普遍成績優秀，校內合唱團也在香港及外地的國際比賽屢獲殊榮。
2013年、2018年和2023年分別誕生一名超級狀元和兩名狀元。

## 校政管理
歷任校監
- 連道明 修女[3]
- 林玲娟 修女（Mary Olga）[4][5]
- 阮嫣玲 修女

歷任校長（幼稚園部）
- 阮嫣玲 修女

歷任校長（小學部）
- 滿志修修女[3]
- 高德蘭 女士（Marie Therese M.I.C. Beaudette）[6]
- ？至2012年：梁銀禧 修女[5]
- 阮嫣玲 修女

歷任校長（中學部）
- 1957年至1970年：麥瑋琪 修女（Yolande Moquin MIC）[7]
- 林玲娟 修女[8]
- 2006年至2010年：陳馨 女士（2005年至2006年署理）
- 2010年至？：周志洪 先生（署理）
- ？至2014年：繆幗光 女士（署理）
- 2014年至2022年：陸范勵賢（Laura Green）[9]
- Gary James Harfitt 先生

歷任副校長
- 李耀文 先生
- 周志洪 先生
- 余曉嵐 女士
- 鮑家寶 女士
- 彭秉倫 先生
- 蘇家燕 女士

## 簡介
德望學校提倡全英語教學（英文、數學、通識、體育、宗教等非中國語文科目都用英文授課），學生英文水平備受讚賞。學生完成中學後，多入本地3大大學或海外知名大學。
該校分為中學部、小學部及幼稚園部。全校均以愛心（love）、希望（hope）、喜樂（joy）及感恩（thanksgiving）為核心價值，而校訓是「禰是希望」（「禰」指耶穌基督）。

### 中學部
德望學校（中學部）位於九龍牛池灣清水灣道303號，佔地約13,676平方米，現為一所直資學校，傳統英文中學名校，本地學生學費3.5萬（中一至中三）4.7萬元（中四至中六）；非本地學費：5萬元。現任校長為Dr Gary J. Harfitt。學校的主要授課語言為英語，中一至中三的中文科以普通話授課，而中四至中六則以粵語授課，而非華裔和有意選修法文的學生可不用修讀正規中文，可修法文或西班牙語，但仍需考GCSE Chinese。自2012年起，中二設有西班牙文、法文、日文和愛爾蘭文等外語課，是香港傳統名校中僅少數提供外語課程的英中。

### 公開考試成績
在歷屆香港中學會考及香港中學文憑考試，德望學校是產生最多會考「10A狀元」及文憑試「7科5**狀元」（在甲類科目中至少3個選修科及4個核心科獲得5**成績）的學校之一。截至2024年，共有5位，其中2位會考「10A狀元」及3位文憑試「7科5**狀元」，排名全港第14。

### 狀元

#### 香港中學會考
- 2003年：吳婷媛（10A狀元），於康奈爾大學修讀化學工程。[12][13]
- 2006年：徐慧敏（10A狀元），於香港大學修讀內外全科醫學士。[14][15]

#### 香港中學文憑考試
- 2013年：徐茵琪（8個5**超級狀元），於香港大學修讀工商管理學學士（法學）及法學士（雙學位課程）。 [16][17]
- 2018年：李焯瑩（7科5**狀元），於香港大學修讀社會科學學士（政治學與法學）及法學士（雙學位課程）。[18]
- 2023年：鄭苡晴（7科5**狀元），於香港大學修讀內外全科醫學士。[19][20][21]

該校學生在香港中學文憑考試成績優異，2018年度94.3%學生達大學入學最低要求，平均每人有2.89個第5級成績或以上。
| 科目                 | 等級5 或以上 |
| -------------------- | ------------ |
| 英文                 | 80%          |
| 數學                 | 52.5%        |
| 數學（M1）           | 75%          |
| 數學（M2）           | 68.8%        |
| 化學                 | 50%          |
| 生物學               | 78%          |
| 物理學               | 61.7%        |
| 音樂                 | 40%          |
| 企業、會計與財務概論 | 45.4%        |
| 地理                 | 54.1%        |

於2018香港中學文憑考試中，頭三名學生考獲以下成績：
| 中文 | 英文 | 數學 | 通識 | 選修1 | 選修2 | 選修3 |
| ---- | ---- | ---- | ---- | ----- | ----- | ----- |
| 5**  | 5**  | 5**  | 5**  | 5**   | 5**   | 5**   |
| 5**  | 5**  | 5**  | 5**  | 5**   | 5**   | 5*    |
| 5**  | 5**  | 5**  | 5**  | 5**   | 5**   | 5*    |

### 小學部
德望學校（小學部）位於九龍牛池灣扎山道383號，佔地約17,019平方米，現為一所全日制私立小學。服務二十多年的前任校長梁銀禧修女，已於2012年1月下旬宣佈於學年結束後退休，2月1日由校監阮嫣玲修女擔任署任校長。
2012年8月1日，小學部與幼稚園部重組為德望小學暨幼稚園，由阮嫣玲修女擔任校長，而幼稚園負責人為吳嘉美女士。

### 幼稚園部
德望學校（幼稚園部）位於九龍牛池灣扎山道381號。2010年重開，2012年8月1日小學部與幼稚園部重組為德望小學暨幼稚園。

## 歷史

### 辦學團體
德望學校是由加拿大聖母無原罪傳教女修會（Missionary Sisters of the Immaculate Conception, M.I.C.）所創辦，屬該會聖神之母香港會區（Region Mary of the Holy Spirit Hong Kong）。
而在創辦德望前，修會已於1930年創辦德信學校（小學暨幼稚園）（2000年中學部成立），惟該校已於1993年轉交予東亞教育促進會（主業會相關團體）管理。而修會於1970年創辦的姐妹校德愛中學，亦原定於大約2013年起交由東亞教育促進會接辦，但最終未有成事。
要注意的是，保祿六世書院的辦學團體雖跟修會同名，但兩間為不同的修會－其又名「宗座外方傳教女修會」（P.I.M.E. Sisters）。

### 校名典故
在信奉耶穌的教會，聖經中有格林多前書13章13節提到：信、望、愛。（Faith, Hope, Love）
聖母無原罪傳教女修會當初把三間學校分別命名為：德信、德望、德愛。

### 創校歷程
- 1954年，一群聖母無原罪傳教女修會的修女從加拿大來港，在九龍窩打老道125號創立德望學校，開辦幼稚園及小學班級。
- 1955年，德望學校小學部正式遷往牛池灣現址（清水灣道 NKIL 3810段）。
- 1957年，德望學校開始招收中一、中二學生。
- 1960年，中學部成為政府資助私立學校。
- 1962年，首批學生參加香港中學會考。
- 1964年，中學部位於清水灣道NKIL 4192段的校舍完工。
- 1974年，中學部開設文科的中七班級及理科的中六班級。
- 1978年，中學部成為政府教育署全資資助中學。
- 1984年，戴麗雅翼校舍完工。
- 1995年，游泳池完工及啟用。
- 2002年，德望學校轉為直接資助計劃學校。重建工程亦分階段展開。
- 2007年，學校慶祝50周年校慶，並舉辦開放日。
- 2009年，小學部重建工程完工，正式轉為全日制小學。幼稚園部大樓完工，並開始招生。
- 2010年，德望學校重辦幼稚園部。[22]

## 重要事件
- 早年，德望學校中文小學部曾錄取男生，於1970年代的首數屆預科亦錄取男生，例如聖若瑟英文中學學生。確實原因已無法追溯，但據估計，可能因為當時學校為私立，學費較昂貴，同時又開辦中六，所以就有空餘學位，便接收男學生。[23]
- 1975年，英女皇伊莉莎白二世和皇夫菲利普亲王訪港，德望學校屬下合唱團在英女皇面前獻唱，當時率領德望學校合唱團總指揮為該團音樂總監戴容應嫦指揮，自此德望學校以合唱團和音樂聞名。
- 2006年10月，德望學校舉辦50周年開放日，由時任教育統籌局局長李國章主持啟幕禮[22]。
- 2010年3月，時任中學部的校長陳馨盛傳因用人唯親招惹投訴，最終突以私人理由請辭，校監隨即任命周志洪署任校長。
- 2017年11月，連登討論區網民開帖上載德望學校女學生照片至連登討論區及社交網站，這些相片不少是聚焦女學生腿部，當中有網民留言盡顯猥褻意淫之意，有數名自稱是該校的學生或舊生在Facebook專頁貼文反擊，斥連登網民行為不當及下流，呼籲抵制色情資訊及偷窺狂，有人留言指校方已報警求助。有舊生強調女學生依從校規衣着卻無端遭受網民色情眼光看待，擔心或會對女生帶來負面心理影響。[24]同月21日，警方在彩虹站拘捕一名39歲男子，警員在其身上4部電話發現內藏多張女生裙底照，被警方以涉嫌破壞公眾體統及遊蕩罪拘捕。[25]

## 學校設施
包括多媒體學習中心、視覺藝術室、社工室、游泳池、演講室、圖書館、家政室、地理室、縫紉室、多用途教室等，所有課室設有空調、電腦及投影機。

## 香港傑出學生選舉
截至2021年，在香港傑出學生選舉（第33屆）共出產1名傑出學生，並於第33屆香港特別行政區傑出學生選舉共出產3名十大傑出學生。

## 校友
以下名單只供參考，歡迎補充來源
政商界
- 李淑儀，GBS，JP：前曾俊華2017年香港特首選舉活動高級顧問、前食物及衞生局常任秘書長
- 吳文華，SBS（中學部）：前立法會秘書長[28]
- 梁劉柔芬，GBS，JP（幼稚園至中學部）：前立法會議員 （紡織及製衣界）[29]
- 蔣麗芸，SBS，JP（小一至小四）：前立法會議員 （九龍西）[30]
- 黎熙琳（1999年中七）：香港南區區議會華富南選區議員[31]

演藝界
- 楊紫燁：第一位榮獲美國奧斯卡金像獎最佳紀錄短片的華人電影工作者
- 鄭裕玲（中學部）：演員、電視、電台節目主持[32]
- 楊采妮：演員[33][34]
- 關伊彤：演員[35]
- 余綺霞：演員、電視節目主持
- 張美琳：演員
- 張美璉：演員，女演員張美琳胞妹
- 朱凱婷：演員、電視節目主持、電台節目主持，2001年香港小姐季軍[36]
- 陳雅嫻：前香港有線電視兒童台節目主持[37]
- 盧業瑂（小學部至中五）：歌手、電台節目主持[38]
- 吳嘉熙：歌手、演員，Super Girls 成員[39]
- 張天穎：香港唱作女歌手，女子組合Beanies成員
- 張曦雯（小學部）：演員、電視節目主持，2012年國際中華小姐冠軍[40]
- 張敬仁：演員，2013年香港小姐競選十強佳麗[41]
- 姚焯菲（幼稚園部）：香港女歌手、After Class成員 （2013年畢業）
- 陳欣健（小學部）：香港電影工作者[註 1]
- 文麗賢（1965年）：香港時裝設計師及資深形象顧問[42]
- 李琳琳（初中）：香港女演員[43]
- 區嘉雯：香港女演員[43]
- 陳海兒（中學部）：香港女高音聲樂演唱家，《中年好聲音3》評審

傳媒界
- 麥詩敏（小一至中五）：前無綫新聞主播[44]、現HOY TV節目主持人
- 徐詠璇（小五至小六）：專欄作家、香港大學大學發展及校友事務部總監[註 2][45]
- 袁思行（小學部）：香港新聞從業員、前香港游泳運動員[46]
- 唐海汶（2012年中六）：香港財經新聞主播
- 俞詠文（中學部）HOYTV主播

體育界
- 江忞懿（幼稚園至小學部）：前香港游泳代表隊成員[47]
- 姚潔貞（中學部）：香港長跑運動員[48]
- 俞雅欣：香港跳遠運動員[49]
- 蔡曉慧（小學部）：前香港游泳代表隊成員[50]

其他
- 方亮瑜：香港堪輿學家[51]
- 阮嫣玲：德望小學暨幼稚園校長[52]
- 陳馨：前德望學校（中學部）校長

## 外部連結
- 德望學校 （页面存档备份，存于）（英文）
- 德望學校（幼稚園） （页面存档备份，存于）（中文）（英文）
- 中學概覽2010/2011 - 德望學校
- 小學概覽2010/2011 - 德望學校小學部